# Септум (пирсинг)
Пирсинг септум (лат. septum — «перегородка») — прокол носовой перегородки между ноздрями или же прокол между[уточнить] хрящом и перегородкой. Прокалывается как правило верхняя часть перегородки на стыке двух хрящей[каких?], чтобы минимально травмировать их. Установка украшения производится так, чтобы его было видно из ноздрей, над верхней губой. В качестве украшения используются кольца, штанги и гнутые полукольца из различных материалов (титан, хирургическая сталь 228L, силикон, тефлон).

## История
У многих коренных племен Америки и Аляски было распространено прокалывание перегородки носа (септума). Ацтеки, майя и инки прокалывали перегородку носа (септум) и носили в проколах золотые кольца, эта практика сохранилась и по сей день у панамского народа Куна.
В современной западной культуре проколы септума набирают популярность.

## Сельское хозяйство
В сельском хозяйстве для усмирения агрессивного поведения быков и безопасности вставляют носовые кольца, называемые также септумом, за которые прицепляется повод или палка-водило[значимость факта?].

## Обработка
В период заживления прокол промывают обеззараживающими растворами, например, хлоргексидином 3—4 раза в день. Чаще всего украшение можно поменять через 6—8 недель после прокола, в зависимости от наличия или отсутствия болевых ощущений при нажатии на кончик носа.

## Галерея
- Женщина из народа фульбе
- Септум у быка